# Valentí Castanyer Puig
Valentí Castanyer Puig, conegut com a Tinus, (1943, Sóller, Mallorca) és un escultor mallorquí.
Valentí estudià a l'Escola d'Arts i Oficis de Palma i a l'Escola Superior de Belles Arts de Sant Jordi (Barcelona). Des del 1965 participà en diverses mostres col·lectives a Alcúdia, Palma i Barcelona. Forma part del grup Art Pobre, que realitzà la seva primera exposició a Palma el 1971. Fou un dels primers membres del col·lectiu Criada 74 que realitzà accions provocatives contra l'oficialisme cultural, però aviat l'abandonà. Entre 1975 i 1979 fou professor d'escultura a l'Escola d'Arts i Oficis, de Palma. En aquells anys, ja s’establí com un dels més importants exponents del conceptualisme i de l’art pobre. El 1980, exposà a Leonberg (Alemanya) i a Palma. La seva obra ha derivat cap a formes expressives de marcat caràcter conceptual. També ha conreat el dibuix i el gravat.